# RyanDan
I RyanDan sono un duo musicale canadese, formato dai due gemelli monozigoti Ryan and Dan Kowarsky, la cui musica si presenta come un misto di musica pop, opera, e musica classica. Nati a Toronto, nel 2006 si trasferiscono a Londra per perseguire la carriera musicale.

## Storia del gruppo
I gemelli Ryan e Dan Kowarsky nascono il 5 dicembre del 1979 a Toronto,i più giovani di cinque figli cresciuti in una famiglia ebrea a Thornhill ,sobborgo situato a nord di Toronto. Sin da piccoli vengono introdotti alla musica dal padre Paul, cantante d'opera sudafricano trasferitosi in Canada dopo aver frequentato il King David Linksfield, una scuola ebrea di Johannesburg.I due ragazzi lo ascoltavano spesso cantare nelle sinagoghe,sia in Sud Africa e successivamente in Canada. Alle superiori gli fu assegnata la direzione di una trasposizione scolastica della celebre opera musicale Joseph and the Amazing Technicolor Dreamcoat,scritta da Andrew Lloyd Webber su testi di Tim Rice.
All'età di diciassette anni si presentarono agli uffici della Sony Music Canada,e riuscirono ad attirare l'attenzione della casa discografica cantando Show Me the Way to Go Home,una canzone popolare americana, nella sala d'aspetto. Il loro tentativo ebbe successo e la casa discografica offrì loro un contratto inserendoli in una boyband,i b4-4 ,di cui faceva parte anche il loro amico Ohad Einbinder. Ricevettero anche una candidatura ai Juno Award del 2001 come miglior gruppo emergente ma furono battuti dai Nickelback.
In seguito si resero conto che era venuto il momento di cambiare genere e di proporre un sound più maturo in modo da poterlo indirizzare ad un pubblico più vasto, diverso dai teen-ager. Per fare questo nel 2006 decisero di trasferirsi a Londra per perseguire questo nuovo obiettivo.Pubblicarono il loro album d'esordio dal titolo omonimo sotto la direzione del produttore Steve Anderson (Kylie Minogue, Paul McCartney). Il loro manager è Richard Beck(Shania Twain, 5ive, Midge Ure)
Il successo dell'album fu tale da farli entrare nella storia come il primo duo in assoluto formato da gemelli identici ad entrare nella top ten delle charts inglesi.
Tra le loro influenze musicali i gemelli affermano che un grande rilievo ha avuto per loro il tenore Mario Lanza,famoso negli anni 40-50 anche grazie ad alcune apparizioni ad Hollywood. Il brano Tears of an Angel contenuto nell'album nacque dalla dolorosa esperienza vissuta in seguito alla morte di un nipote, Tal, morto all'età di quattro anni per un tumore al cervello durante la registrazione del loro album.
Il 15 maggio 2009 il sito ufficiale annuncia che i gemelli hanno appena finito di incidere il loro secondo album che si intitolerà Silence speaks e che sarà anticipato dal singolo Is love enough (to save the world)?,il cui video è stato presentato in anteprima a Barcellona. L'uscita dell'album è prevista per il 4 maggio del 2010.
Sfortunatamente e per motivazioni ignote l'album non ha mai visto la luce e così il duo si occupa di scrivere e produrre musica per altri artisti ma nella seconda metà del 2011 il sito ufficiale annuncia che il duo sta apportando delle modifiche all'album e che verrà presto pubblicato con un altro titolo, Imagine, omaggio al famosissimo brano di John Lennon.

## Discografia

### Album
- 2007: RyanDan – numero 7 nelle chart inglesi (Disco d'oro), 9 in Canada (Disco d'oro), 4 a Hong Kong (Disco d'oro)
- 2008: RyanDan – Pubblicato negli Stati Uniti ad opera della Decca records
- 2009: Silence speaks (mai pubblicato)
- 2012: Imagine

### Ospiti
- 2008: "A Celebration in Song: Olivia Newton-John & Friends" (cantano in "The Water is Wide" e "Find A Little Faith")

### Singoli
- 2007: "Like the Sun" - In tutto il mondo
- 2007: "The Face" – Solo in Canada
- 2007: "High / O Holy Night" - Solo nel Regno Unito
- 2009: "Is love enough (to save the world)?"